# Synagoge Calvörde
Die Calvörder Synagoge  war die Synagoge der kleinen jüdischen Gemeinde im Marktflecken Calvörde. Das Gebäude steht in der Neustadtstraße 7 und ist denkmalgeschützt.

## Architektur und Geschichte
Der Gebäudekomplex besteht aus einem schmalen zweigeschossigen Fachwerkwohnhaus des späteren 18. Jahrhunderts und einem zum Hof gewandten ebenfalls zweistöckigen Fachwerkbau mit Ziegelausfachung. Vom Hof aus gelangt man über eine Treppe mit Bretterbalustern ins Obergeschoss des Fachwerkbaus, ehedem der Betraum der jüdischen Gemeinde.

## Innenausstattung und Gelände
Das Gebäude ist bis heute erhalten geblieben. Die Größe beträgt etwa 7 Meter mal 12 Meter. In den vergangenen Jahrzehnten diente es als Klempnerwerkstatt. Die Innenausstattung ist in der letzten 200 Jahren mehrmals geändert worden. Alte Wände wurden entfernt, neue gezogen. Dafür, dass das Gebäude ursprünglich religiösen Zwecken gedient hat, sprechen noch heute mehrere Hinweise:
- Hinter der mittleren Tür (Fachwerkbau auf dem Hof) führt eine Treppe zum Obergeschoss. Das Geländer weist barocke Schmuckelemente auf.

- Auf der Eingangsseite befinden sich drei Türen. Die beiden äußeren weisen einen Rundbogen auf. Es könnten sich hierbei um die getrennten Zugänge für Männer und Frauen gehandelt haben.

- Die Gestaltung der Fensterfassade auf der Südseite der Längsfront ist in der hiesigen Gegend für Stallungen oder Werkstätten nicht üblich. Es handelt sich um fünf gleich große Fenster von etwa 1 Meter mal 1,50 Meter.

Seit 2010 ist das (vordere) Fachwerkwohnhaus wieder bewohnt.